# Those Were the Days
«Those Were the Days» — песня, кавер-версия русского романса «Дорогой длинною». Дебютный сингл певицы Мэри Хопкин, спродюсированный Полом Маккартни и аранжированный Ричардом Хьюсоном, возглавил британский хит-парад UK Singles Chart, а также канадский чарт журнала RPM. Помимо этого песня заняла 2-е место в Billboard Hot 100, уступив лишь «Hey Jude» группы The Beatles. Она заняла 1-е место в дебютном рейтинге чарта продаж зарубежных синглов, выпущенного Centre d’Information et de Documentation du Disque. Позднее эта песня была включена в дебютный альбом певицы — Post Card.

## Происхождение
Вероятно, самые ранние записи песни были сделаны грузинской певицей Тамарой Церетели (1900—1968) и русским певцом Александром Вертинским, в 1925 и 1926 годах соответственно.
Песня звучит в британско-французском фильме «Невиновные в Париже» (1953), в котором она была исполнена в оригинальной, русскоязычной, версии русской певицей-цыганкой Людмилой Лопато. Запись Мэри Хопкин 1968 года с текстом Джина
Раскина стала хитом в большей части Северного полушария. На большинстве изданий песни Раскин указан как единственный автор, хотя он написал только обновлённый английский текст (который не является прямым английским переводом
русского текста), а не музыку.

## Современная версия
В начале 1960-х годов Раскин вместе со своей женой Франческой исполнял народную музыку в окрестностях Гринвич-Виллидж в Нью-Йорке, в том числе в таверне White Horse. Раскин, который в детстве часто слушал эту песню, написал вместе со своей женой обновлённый английский текст на классическую русскую музыку, а затем получил авторские права как на музыку, так и на текст. В 1962 году группа The Limeliters выпустила кавер-версию этой песни на своём альбоме Folk Matinee. Гастролирующий ансамбль The Raskins ежегодно выступал в лондонском клубе Blue Angel, всегда заканчивая шоу этой песней. Композиция очень понравилась Полу Маккартни, часто посещавшему данное заведение, и он безуспешно пытался привлечь несколько артистов (включая ранний состав Moody Blues) для её записи. В итоге Пол вернулся к этой идее после создания собственного «битловского» лейбла The Beatles — Apple Records — который был запущен в мае 1968 года. В первый год контракты подписали Джеймс Тейлор, Мэри Хопкин, Билли Престон, Modern Jazz Quartet, Badfinger и другие артисты. Одним из самых больших хитов Apple Records стала песня «То были дни», основанная на известном русском романсе «Дорогой длинною». Продюсером версии Мэри Хопкин для Apple Records стал Пол Маккартни, сделавший идеальный выбор исполнительницы для будущего хита. Песня была записана с певицей Мэри Хопкин в студии Эбби-Роуд. Спустя годы он вспоминал: «На мой взгляд, песня была очень запоминающейся, в ней определённо что-то было, эдакая ностальгическая терапия… (Хопкин) спела её слёту, как будто знала на протяжении многих лет». В конечном счёте песня была записана более чем на двадцати языках множеством разных исполнителей, включая Джина и Франческу.
Версия Хопкин была спродюсирована Полом Маккартни с аранжировкой Ричарда Хьюсона и стала лидером британского синглового чарта. В Соединённых Штатах она остановилась в шаге от вершины хит-парада Billboard Hot 100 (в течение трёх недель уступая первое место песне The Beatles «Hey Jude») и шесть недель возглавляла чарт Billboard Easy Listening. Также песня в течение двух недель лидировала в голландском национальном хит-параде. Русское происхождение мелодии было подчёркнуто необычным для английской поп-пластинки аккомпанементом: балалайкой, кларнетом, сантури, теноровым банджо и детским хором, что придавало песне клезмеровский колорит. На акустической гитаре сыграла сама Мэри Хопкин. Отдельная гитарная партия (а также, возможно, перкуссия) была записана Полом Маккартни лично. На цимбалах сыграл музыкант Гилберт Вебстер.
С подачи Маккартни Хопкин записала несколько версий «Those Were the Days» на других языках для последующего релиза на музыкальных рынках соответствующих стран:
- В Испании, «Qué tiempo tan feliz»
- В Западной Германии, «An jenem Tag»
- В Италии, «Quelli erano giorni»
- Во Франции, «Le temps des fleurs»

Помимо этого, неанглоязычные версии песни были записаны Далидой и Сэнди Шоу, причём Шоу также записала свой англоязычный вариант.
Би-сайдом сингла в Великобритании и США стала песня Пита Сигера «Turn! Turn! Turn!», которая в 1965 году заняла 1-е место чарта Billboard Hot 100 в интерпретации The Byrds.
«Those Were the Days» был присвоен каталожный номер APPLE 2. (Номер APPLE 1 был присвоен неизданной версии песни «The Lady Is a Tramp» Фрэнка Синатры, записанной специально в 1968 году к 22-летию Морин Старки в качестве подарка от Ринго Старр под именем «The Lady is a Champ».) Это был второй сингл, выпущенный на лейбле Apple, первый — «Hey Jude» группы The Beatles — сохранил последовательные каталожные номера, используемые Parlophone (в Великобритании) и Capitol Records (в США).
Версия Хопкин была выпущена на фоне её успеха в телевизионном шоу талантов Opportunity Knocks. Примерно во то же время популярная певица Сэнди Шоу также попросила руководство её лейбла организовать запись песни, считая, что это должен сделать каждый «настоящий» певец. Версия Шоу была выпущена в виде сингла, но не смогла повторить успех версии Хопкин.
На пике популярности песни нью-йоркская компания Rokeach использовала мелодию в рекламе фаршированной рыбы, утверждая, что «Those Were the Days» является мелодией из старинной русской народной песни и, следовательно, находится в общественном достоянии (в рекламе был слоган «Идеальное блюдо, Rokeach Gefilte Fish»; он звучал в момент, где в песне произносилась строчка «Это были дни, о да, это были дни»). Раскин успешно подал в суд и выиграл иск мировым соглашением, поскольку он слегка изменил мелодию, чтобы она соответствовала его тексту, и потерял[кто?] действующие новые авторские права.
В середине 1970-х, после того как контракт Хопкин с Apple закончился, «Those Were the Days» и «Goodbye» были перезаписаны с продюсером Тони Висконти, за которого певица вышла замуж в 1971 году. Эти версии фигурируют на нескольких музыкальных сборниках.
25 октября 2010 года компания Apple Records выпустила сборник Come and Get It: The Best of Apple Records, в который вошли оригинальные записи «Those Were the Days» и «Goodbye». Компиляция лучших хитов содержала песни артистов, подписавших контракт с лейблом The Beatles Apple в период с 1968 по 1973 год, и стал первым подобным сборником Apple с материалом нескольких исполнителей.
В Рождество 1969 года президент Экваториальной Гвинеи Франсиско Масиас Нгема приказал казнить 150 предполагаемых заговорщиков на национальном стадионе, во время казни из усилителей звучала песня «Those Were the Days» в исполнении Мэри Хопкин.
Мелодия «Those Were the Days» используется в качестве стадионного футбольного гимна «Come On You Boys in Green» болельщиками сборной Ирландии.
В 2011 году версия песни Хопкин была использована организацией Nando’s South Africa в сатирической рекламе, высмеивающей Роберта Мугабе в роли «последнего выжившего диктатора». Рекламу вскоре убрали из эфира из-за осуждения со стороны лоялистов Мугабе.

## Чарты (версия Мэри Хопкин)
| Чарт (1968–1969)                | Высшая позиция |
| ------------------------------- | -------------- |
| Australia (Kent Music Report)   | 2              |
| Австрия (Ö3 Austria Top 40)     | 2              |
| Бельгия/Фландрия (Ultratop 50)  | 1              |
| Канада (RPM Top Singles)        | 1              |
| Denmark                         | 1              |
| Finland                         | 1              |
| France (CIDD)                   | 1              |
| Germany                         | 1              |
| Ирландия (IRMA)                 | 1              |
| Japan (Oricon Singles Chart)    | 1              |
| Нидерланды (Dutch Top 40)       | 2              |
| Нидерланды (Single Top 100)     | 1              |
| New Zealand                     | 1              |
| Норвегия (VG-lista)             | 1              |
| Poland                          | 1              |
| South Africa (Springbok Radio)  | 2              |
| Spain (AFE)                     | 1              |
| Sweden                          | 1              |
| Швейцария (Schweizer Hitparade) | 1              |
| Великобритания (OCC UK Singles) | 1              |
| US Billboard Easy Listening     | 1              |
| US Billboard Hot 100            | 2              |
| US Cash Box                     | 1              |
| US Record World                 | 1              |
| ФРГ (GfK)                       | 1              |

| Чарт (2009)                               | Высшая позиция |
| ----------------------------------------- | -------------- |
| Belgium (Back Catalogue Singles Flanders) | 25             |

| Чарт (1968)                       | Позиция |
| --------------------------------- | ------- |
| Belgium (Ultratop 50 Flanders)    | 8       |
| Canada Top Singles (RPM)          | 16      |
| Netherlands (Dutch Top 40)        | 5       |
| Switzerland (Schweizer Hitparade) | 9       |
| US Billboard Hot 100              | 30      |
| US Cash Box                       | 22      |

## Кавер-версии других исполнителей
- 1959 год: Теодор Бикель записал песню в оригинальной русскоязычной версии[48].
- 1968: французская версия песни «Le temps des fleurs[англ.]» была популяризирована певицей Далидой. Она также записала песню на итальянском и немецком языках.
- 1968: шведская версия песни «Ja, det var då» была выпущена шведской певицей Анитой Линдблом[англ.].
- 1968 год: финская певица Пяйви Пауну[англ.] выпустила финскую версию песни под названием «Oi niitä aikoja».
- 1968 год: сербско-хорватская версия песни «To su bili dani» была выпущена югославской женской рок-группой Sanjalice[англ.][49].
- 1969 год: поп-соул-группа «The 5th Dimension», для альбома The Age of Aquarius[англ.].
- В 1960-х: Мэри Хопкин и Сэнди Шоу также исполняли песню на французском, итальянском, испанском и немецком языках. Версии Шоу и Хопкин были выпущены примерно в одно и то же время, как своего рода соревнование, чтобы сравнить, чей сингл больше понравится публике. Когда альбом Хопкин Post Card[англ.] был переиздан на компакт-диске, испанская и итальянская версии песни были включены в него в качестве бонус-треков. Сэнди Шоу переиздала все свои версии на отдельных

компакт-дисках, разделённых по языкам.
- 2005: американская певица Долли Партон записала альбом Those Were The Days, в который вошли народные и поп-песни 1960-х и 1970-х годов[50]. Эту пластинку открывала одноимённая композиция, с Мэри Хопкин в качестве приглашённой бэк-вокалистки.
- 2007: японская вокалистка Норико Митосэ[англ.] перепела песню для своего альбома Cotton (2007) — озаглавив её «Hana no Kisetsu» (яп. 花の季節, буквально «Сезон цветов», что является переводом «Les temps des fleurs»). Аранжировку сочинил гитарист Томохико Кира[51].
- 2019: британская фолк-исполнительница Лора Марлинг записала кавер-версию «Those Were the Days» в рамках альбома-саундтрека к фильму «Рома»[52].